# Hohenbocka
Hohenbocka (baix sòrab: Hory Bukow) és una ciutat alemanya que pertany a l'estat de Brandenburg. Forma part de l'Amt Ruhland. Es troba a 10 quilòmetres al sud de Senftenberg. Fou esmentada per primer cop el 1451.